# Скайлеб-2
Скайлеб-2 (також SL-2 і SLM-1) — перший пілотований політ на першу  американську космічну станцію «Скайлеб». Також Скайлеб-2 називають  космічний корабель серії  «Аполлон», що здійснив цей політ.
Місія була запущена ракетою-носієм Сатурн-1Б у складі екіпажу з трьох осіб. Місія встановила рекорд тривалості космічного польоту людини. Крім того, екіпаж був першим, що успішно повернувся на Землю — 1971 екіпаж Союзу-11, що працював на станції Салют, загинув при вході в атмосферу.

## Емблема
Розробником емблеми для місії «Скайлеб-2» став художник-ілюстратор наукової фантастики Келлі Фрис. Орбітальна станція на ній темніє на тлі Землі, підсвічена ореолом сонячного затемнення. Обриси станції формують нордичні руни «мати», «батько» і «сім'я». Політ на емблемі названий «Skylab-1», так він іменувався відділом  зв'язків з громадськістю, щоб уникнути плутанини.

### Непорозуміння з нумерацією
Пілотовані польоти на Скайлеб офіційно називалися Скайлеб-2, −3, і −4. Непорозуміння щодо нумерації призвело до використання емблем місій Скайлеб I, Скайлеб II, і Скайлеб 3 відповідно.

## Екіпаж

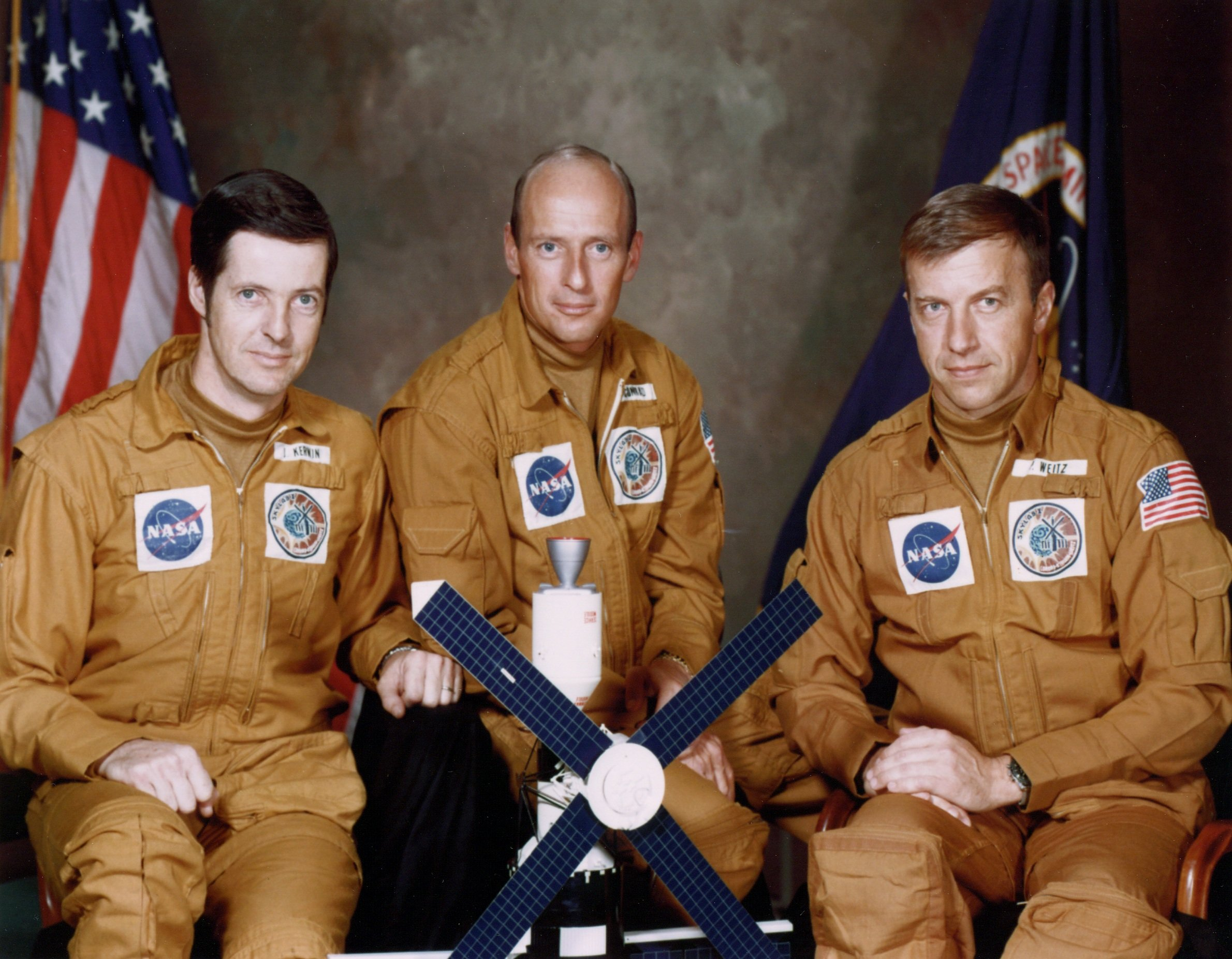
Екіпаж «Скайлеб-2» Зліва направо: Кервін, Конрад, і Уайтц

- Чарльз Конрад — командир
- Джозеф Пітер Кервін (англ. Joseph Peter Kerwin) — лікар
- Пол Вайтц — пілот

Дублерний екіпаж
- Командир — Рассел Швайкарт
- Лікар — Френклін Сторі Масгрейв
- Пілот — Брюс Маккендлес

## Позакорабельна діяльність
Впродовж польоту здійснено три  виходи у відкритий космос загальною тривалістю 5 годин 51 хвилина.
- Вихід 1 — Вайтц
- Початок: 26 травня 1973, 00:40 UTC
- Закінчення: 26 травня, 1:20 UTC
- Тривалість: 40 хвилин

- Вихід 2 — Конрад і Кервін
- Початок: 7 червня 1973, 10:55 UTC
- Закінчення: 7 червня, 18:40 UTC
- Тривалість: 3 години 25 хвилин

- Вихід 3 — Конрад і Вайтц
- Початок: 19 червня 1973, 10:55 UTC
- Закінчення: 19 червня, 12:31 UTC
- Тривалість: 1 година 36 хвилин

## Політ

### Аварія на станції
Орбітальна станція «Скайлеб» 14 травня 1973 була виведена на кругову навколоземну орбіту. Під час запуску були зірвані протиметеоритний екран і ліва панель  сонячної батареї. Друга панель не могла розгорнутися, оскільки у механізм розкриття потрапили деталі екрану.
Без захисного екрана температура всередині станції почала зростати, піднімаючись іноді до 50 °C. Відсутність електроенергії робило її непридатною для проведення експериментів.
Перша експедиція на «Скайлеб», крім наукової роботи, мала здійснити обмежений ремонт станції.
Запуск «Скайлеб-2» перенесли на 20, а потім 25 травня. Тим часом були вжиті заходи щодо зниження температури у станції: вона була повернена поздовжньою віссю до Сонця, щоб зменшити освітлювану площу. Астронавти виконали низку тренувань стикування в нових умовах. Керівник відділу техобслуговування космічного  Центру імені Маршалла (англ. Marshall Space Flight Center) доктор Джек Кінзлер висунув ідею створити захисний екран у вигляді складного полотнища. Проект був названий «Парасолька» і цей тканинний захисний екран був поспіхом виготовлений і перевірений.

### Старт і стикування

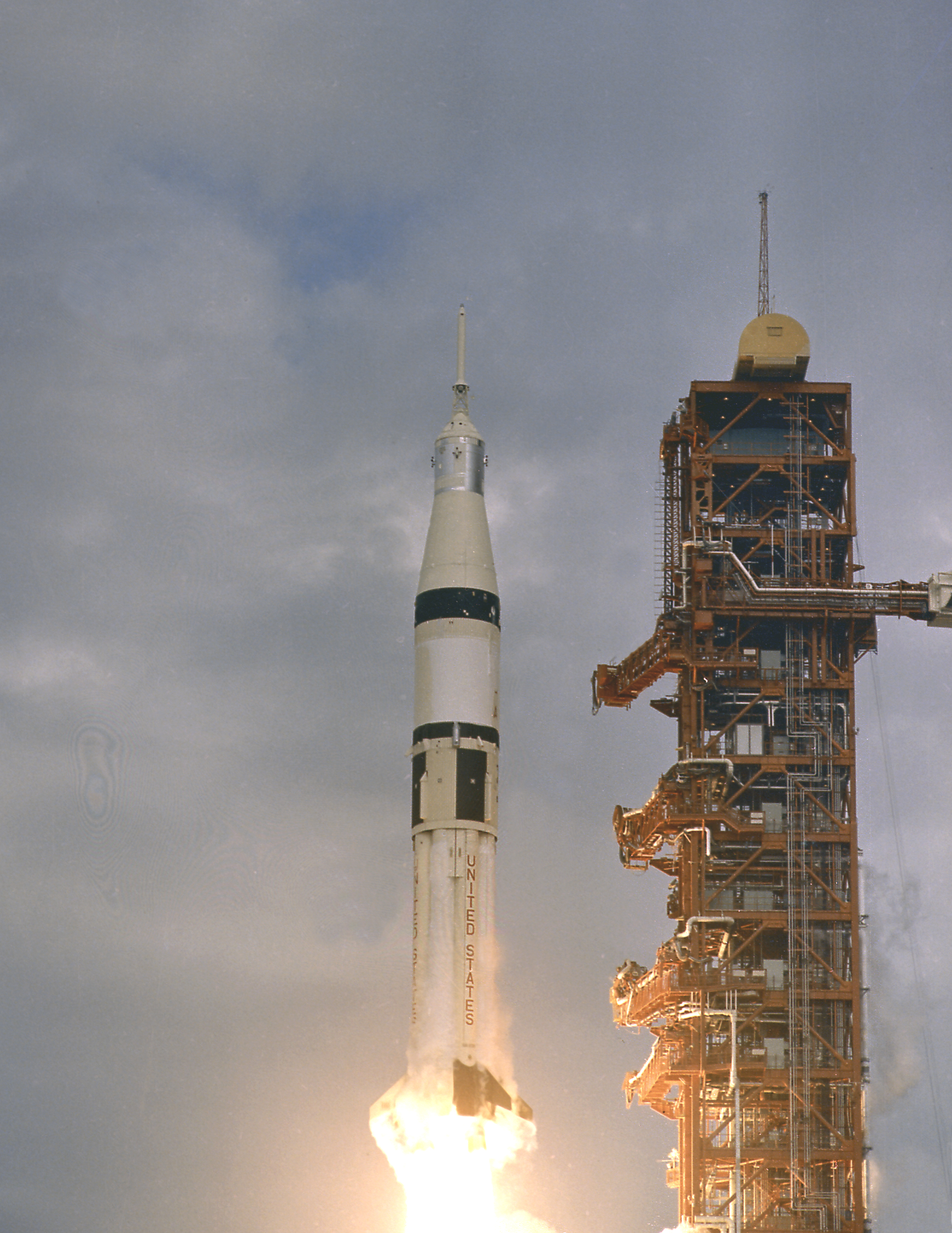
Старт ракети-носія «Сатурн-1Б» з космічним кораблем «Скайлеб-2»

25 травня 1973 стартував космічний  корабель «Аполлон» з трьома астронавтами на борту: досвідчений командир Чарльз Конрад здійснював свій четвертий політ, двоє інших летіли в космос вперше.
До стикування командир підвів корабель до станції на відстань 2-3 метрів і доручив Вайтцу жердиною видалити обривок екрану, який заважає розкриттю сонячної батареї. Пол Вайтц протягом приблизно 40 хвилин намагався виконати це завдання, висунувшись з люка командного модуля, проте не досяг успіху.
Стикування було пов'язане з труднощами і вдалося тільки з десятої спроби 26 травня о 04:52, коли астронавти відключили електроприводи кількох замків.

### Встановлення екрану і відновлення електропостачання

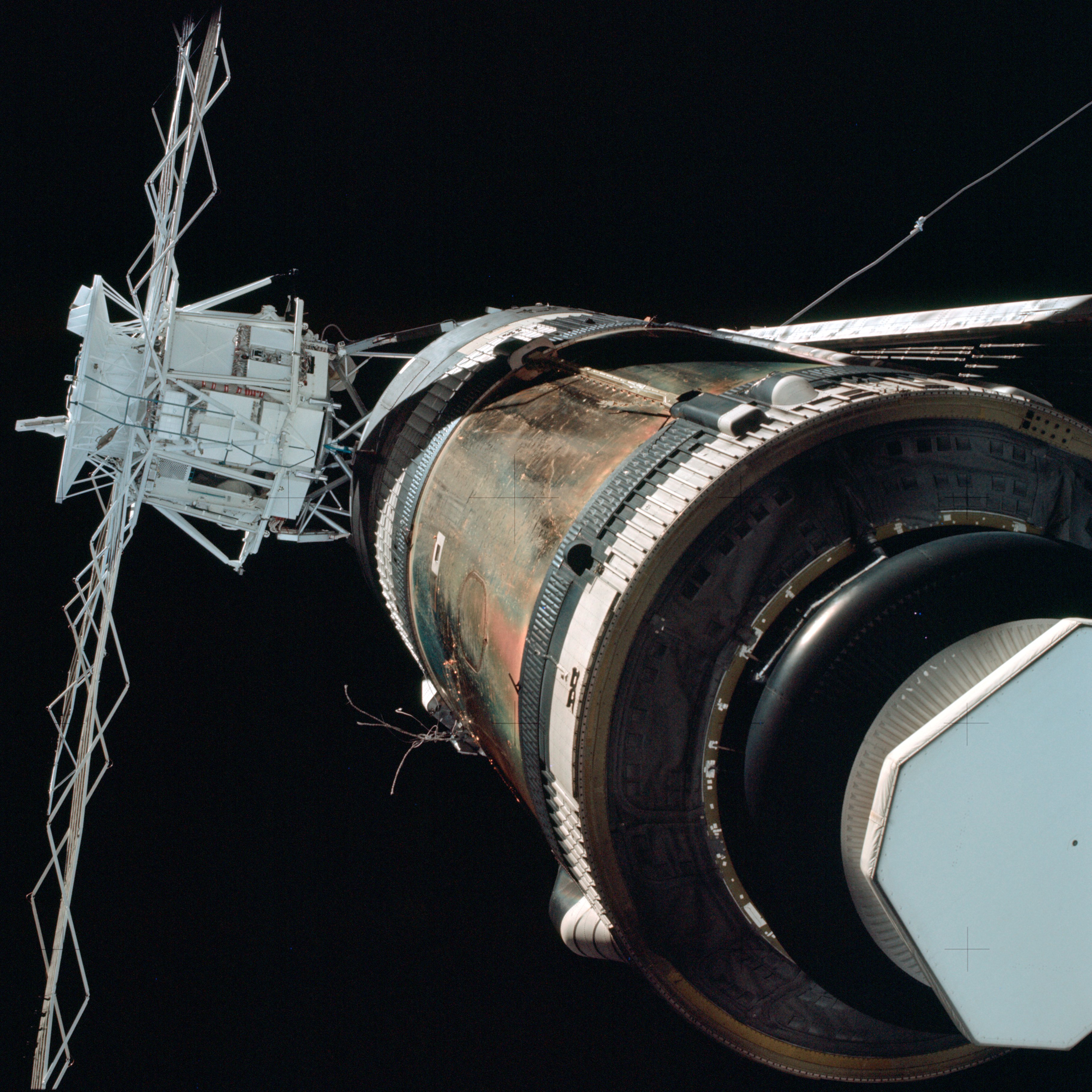
Знімок станції, зроблений до стикування під час попереднього обльоту.

Наступного дня, 26 травня, екіпаж увійшов до орбітальної станції. Щоб встановити теплозахисний екран на поверхні, було вирішено скористатися науковим шлюзом, через який можна було висувати у відкритий космос прилади. Операція була успішно виконана, і температура стала швидко знижуватися. Директор програми  Вільям Шнайдер оголосив про порятунок станції, і екіпаж почав її розконсервацію, з 29 травня почалися наукові спостереження.
Щоб збільшити виробництво електричної енергії, астронавти Конрад і Кервін здійснили вихід у відкритий космос для розкриття заклиненої секції сонячних батарей. Цей захід становив певну небезпеку, оскільки станція в місці роботи астронавтів не була обладнана поручнями, і довелося скористатися жердиною. Цей вихід не репетирувати на Землі, скафандрам астронавтів могли загрожувати гострі краї пошкоджених конструкцій. Конраду вдалося витягти застряглий уламок, і панелі сонячних батарей розкрилися. Нормальна робота станції була відновлена.

### Експерименти
Астронавтам вдалося виконати практично всі експерименти з 87 запланованих. Зокрема медичні експерименти, астрономічні спостереження, вивчення Землі, спостереження за іншими космічними об'єктами.
З медичних експериментів астронавти виконували вправи, наприклад на  велоергометрі, із записом стану, регулярно здавали  проби крові і заморожували їх для подальшого вивчення на Землі, перевіряли реакцію  вестибулярного апарату, досліджували  мікрофлору станції.

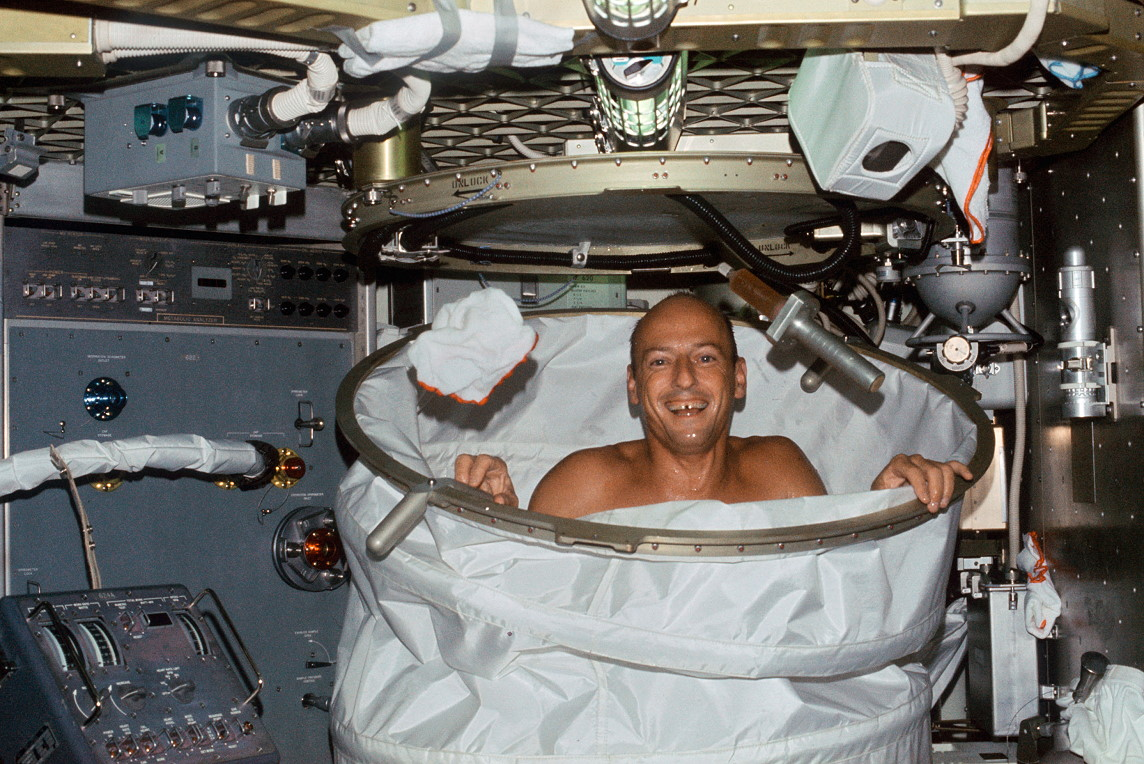
Чарльз Конрад в космічній душовій.

Вперше на орбіті астронавти приймали душ, для чого використовувався спеціальний герметичний душовий пристрій, вперше була здійснена стрижка.
Проводилися регулярні спостереження Сонця, також одночасно з геофізичними ракетами, для вимірювань на станції було астрономічне обладнання: коронограф, рентгенівський спектрограф, спектрогеліометр, рентгенівський телескоп, безщілинний і щілинний  ультрафіолетові спектрографи.
Спеціальний комплект приладів: телевізійні камери, інфрачервоний спектрометр, багатодіапазонними сканувальна телевізійна камера, радіометр,  мікрохвильовий зонд для вивчення природних ресурсів  Землі в різних діапазонах.
Екіпаж надіслав 6730 астрономічних знімків і 8900 знімків поверхні планети.

### Закінчення роботи і повернення на Землю
18 червня екіпаж перевищив рекорд того часу з тривалості перебуванню на орбіті, що належав  космонавтам Георгію Добровольському, Владиславу Волкову і Віктору Пацаєву.
19 червня Конрад і Вейц здійснили останній, третій вихід у відкритий космос впродовж якого перезарядили касети з фотоплівкою, очистили диск сонячного коронографа і виправили регулятор  акумуляторної батареї. Наступного дня екіпаж почав консервацію станції.
22 червня «Скайлеб-2» відстикувався від станції, зробив обліт навколо неї з фотографуванням, потім видав три гальмівні імпульси і приводнився у Тихому океані, де спускний апарат підібрав  авіаносець «Тикондерога».
Астронавти відносно непогано перенесли тривале перебування в  невагомості і змогли після посадки самостійно вийти на палубу корабля. Однак кілька днів вони відчували запаморочення, були порушення роботи  серцево-судинної системи, тривалий час відчувалася м'язова слабкість.
Експедиція виявилася вдалою, за її підсумками програму «Скайлеб» було вирішено продовжувати, при цьому було заплановано збільшити фізичні навантаження на астронавтів для полегшення адаптації до наземних умов.

## Галерея

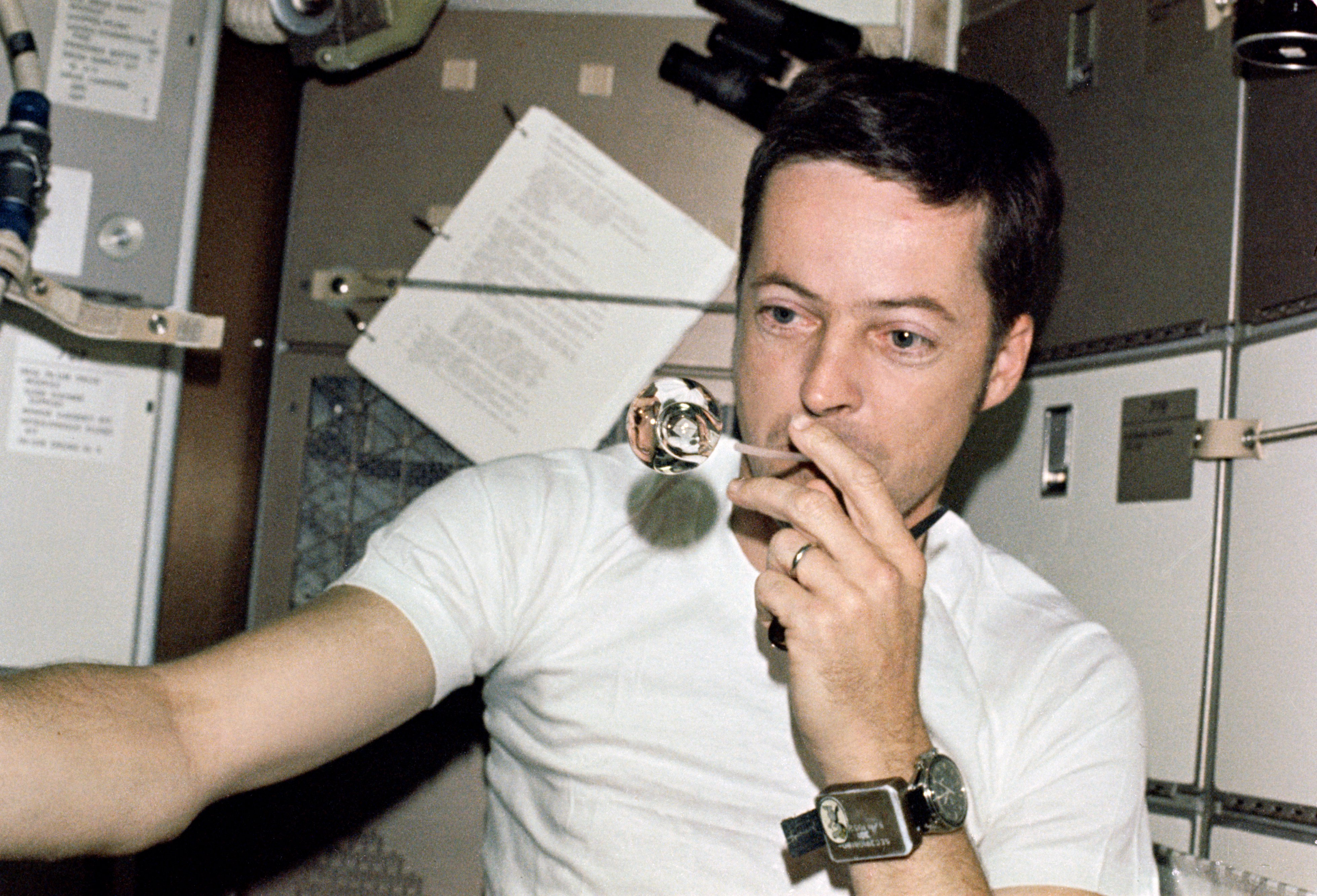
Кервін дме краплі води з соломи
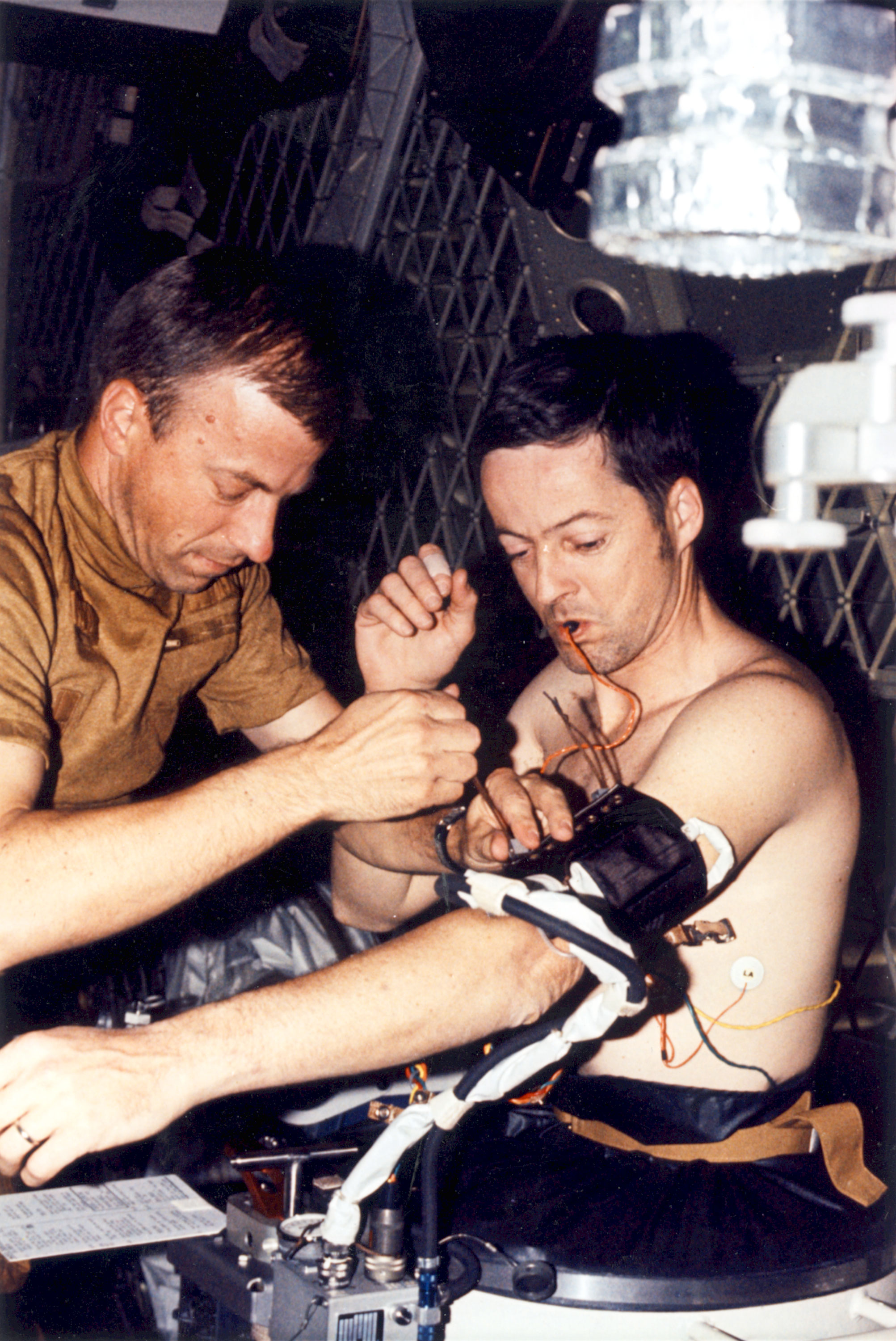
Вайц допомагає Кервіну зі сфігмоманометром
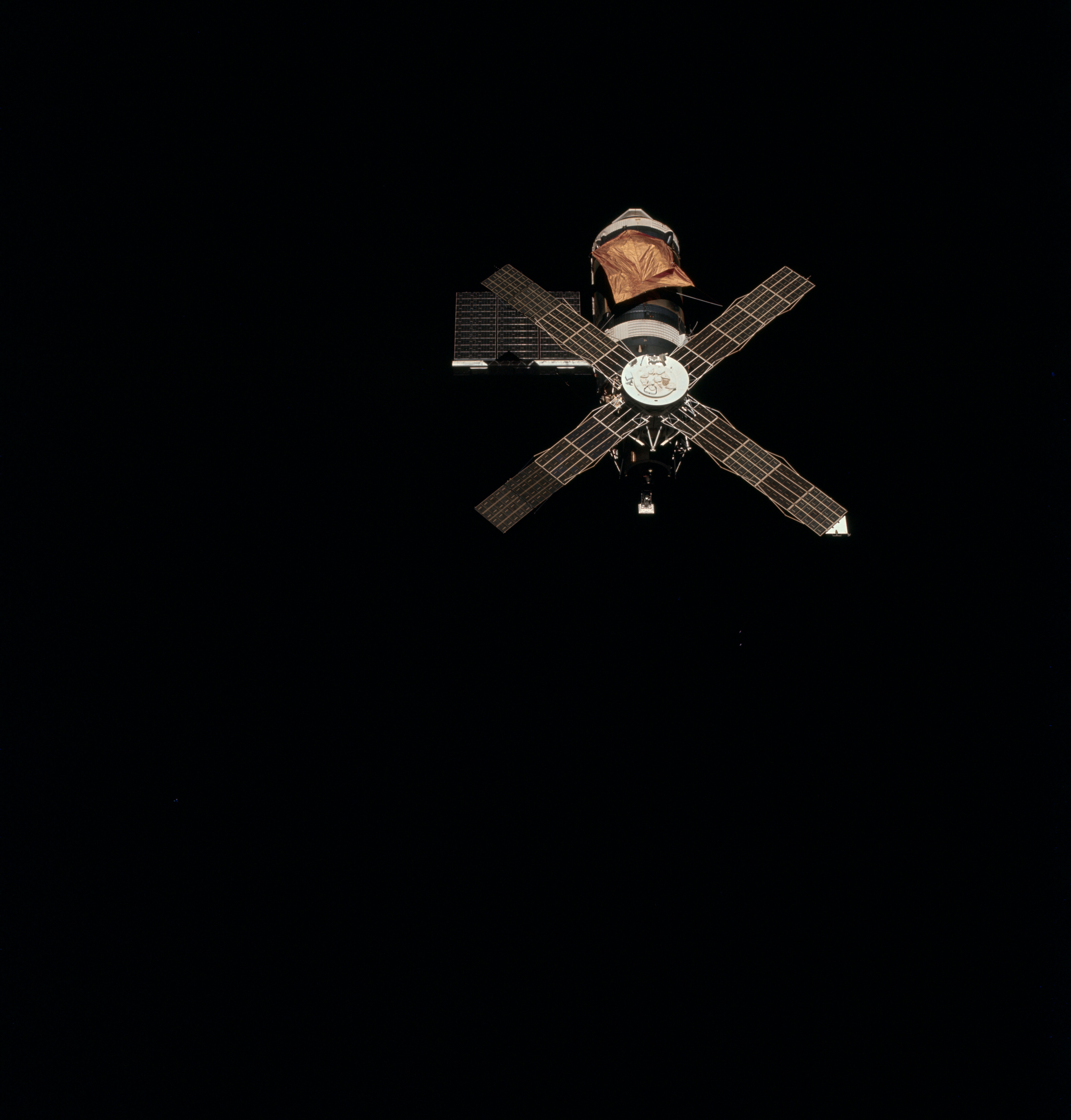
Скайлеб, знятий при відльоті